# 大施派科格爾山

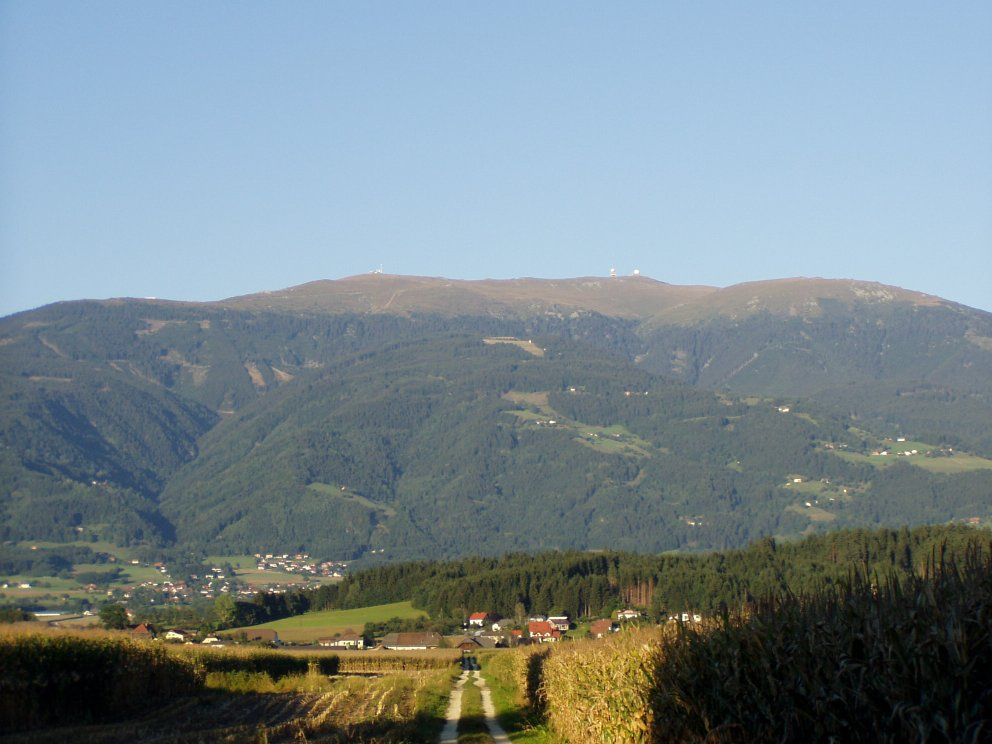

46°47′12″N 14°58′18″E / 46.78667°N 14.97167°E
大施派科格爾山（德語：Großer Speikkogel），是奧地利的山峰，位於該國东部，由克恩頓州負責管轄，屬於施蒂利亞州前阿爾卑斯山脈的一部分，海拔高度2,140米，每年平均降雨量1,546毫米。